# Петренко, Александр Демьянович
Александр Демьянович Петренко (укр. Олександр Дем'янович Петренко; род. 15 февраля 1955, Симферополь) — советский, украинский и российский учёный-лингвист, германист. Доктор филологических наук, профессор. Академик АН ВШ Украины с 2002 г.

## Биография
Родился в Симферополе 15 февраля 1955 года. Окончил факультет романо-германской филологии Симферопольского государственного университета имени М. В. Фрунзе в 1977 году и с тех пор работает в университете. С 1992 по 2015 год руководил кафедрой немецкой филологии и был деканом факультета иностранной филологии ТНУ им. В. Вернадского. В 2006 году избран на должность заведующего кафедрой теории и практики перевода и социолингвистики. Защитил диссертации: на соискание учёной степени кандидата филологических наук в 1986 году в КГУ им. Т. Шевченко (научный руководитель — д. ф. н., профессор Л. И. Прокопова), на соискание учёной степени доктора филологических наук в КНУ им. Т. Шевченко в 1999 году по специальности «германские языки». В 2001 году присвоено звание профессора.
Читает лекции по теории языкознания, истории лингвистических учений, теоретической фонетики, вступления к германскому языкознанию, истории немецкого языка, социолингвистики, стилистики, в частности в университетах Германии (Лейпциг, Бохум, Нюрнберг, Гамбург, Гейдельберг, Эссен). В 1993—2001 годах работал профессором Института иностранных языков Рурского университета в г. Бохум (Германия, федеральная земля Северный Рейн—Вестфалия).
С 2015 года — директор Института иностранной филологии Таврической Академии Крымского федерального университета имени В. И. Вернадского.

## Научная деятельность
Сфера научных интересов охватывает проблемы фонетики и фонологии, социальной лингвистики, психолингвистики, фоностилистики, социофонетики, теории языкознания. Руководитель научной темы «Социолингвистическая вариативность в языке и речи», которая разрабатывается на факультете иностранной филологии университета.
Автор более 100 научных работ, в том числе около 10 монографий. Принимает участие в научных конференциях.
Член специализированных учёных советов по защите кандидатских и докторских диссертаций в Институте филологии КНУ им. Т. Шевченко и Донецком национальном университете, член Государственной аккредитационной комиссии и научно-методической комиссии МОН Украины.
По итогу многолетней научной и педагогической работы награждён Почётной грамотой Совета министров Автономной Республики Крым (1998) и почётным званием «Заслуженный работник образования Автономной Республики Крым» (2003). Почётные грамоты МОН Украины (2006, 2007, 2008). Почётный знак «За научные достижения» МОН Украины (2008).
После аннексии Крыма Россией принял российское гражданство и продолжил научную работу в Крыму.

## Публикации
- Petrenko A. Stilistische Varianten der Aussprache im Fremdsprachenunterricht // Deutsch als Fremdsprache. — № 5. — Leipzig, 1989. Петренко А. Д. Стилiстичнi варiинти вимови // Новi пiдходи до вивчення й викладання фiлологii у вищiй школi. Монографiя (в спiвавт.). — Киiв, 1994.
- Петренко А. Д., Петренко Д. А., Черныш И. В. Прикладные вопросы социофонетики. Криминалистическая акустика // Культура народов Причерноморья. — № 2., 1997.
- Петренко А. Д. Социофонетическая вариативность современного немецкого языка в Германии. — Монография. — К.: Рiдна мова, 1998.
- Петренко А. Д., Петренко Д. А., Исаев Э. Ш. Мова чоловiкiв i жiнок як одиниця соцiолiнгвiстичного дослiдження. — Мовознавство. — № 1. — Киев, 1999.
- Социофонетика и фоностилистика (опыт, актуальная проблематика, перспективы)[9]